# Alexandre Rodrigues da Silva Chaves
Alexandre Rodrigues da Silva Chaves (Rio de Janeiro, 1824 — , ) foi um político brasileiro.
Foi bacharel em direito. Foi presidente das províncias de Sergipe, de 31 de julho de 1863 a 1864, de Santa Catarina, de 25 de abril de 1864 a 24 de abril de 1865, passando o cargo ao vice-presidente Francisco José de Oliveira, que completou interinamente o mandato até 16 de agosto de 1865, e do Espírito Santo, de 23 de junho de 1865 a 8 de abril de 1867.